# United People's Democratic Solidarity
United Peoples Democratic Solidarity (PDS) és una organització armada que representa a la nació karbi a l'estat d'Assam, que fou formada el març de 1999 amb la unió de dos organitzacions, Karbi People's Force (KPF) i Karbi National Volunteers (KNV).
El districte autònom de Karbi-Anglong a Assam, on viuen els karbi, està dominat pel Autonomous Council Demand Committee (ASDC), filial local del Partit Comunista de l'Índia-Marxista-Leninista, essent el dirigent local Jayanta Rongpi.

## Història
Karbi National Volunteers (KNV) va ser un moviment armat de la nació karbi d'Assam que es va fundar els anys vuitanta amb l'objectiu d'establir un estat karbi al districte de Karbi-Anglong. Va rebre el suport del Consell Nacional Socialista de Nagaland-Isak-Muivah. El març de 1997 es va unir a la Karbi People's Force per formar la United Peoples Democratic Solidarity. El moviment abans de la unió tenia mig centenar de combatents. L'agost de 1997 va signar un alto el foc amb el govern de l'Índia.
El mateix any va decidir unir-se a Karbi People's Force, una organització militar de la nació karbi d'Assam, sorgida després de 1990. El març de 1997 es van unir per formar la United Peoples Democratic Solidarity.
Des de l'abril del 2000 el grup va incrementar la seva activitat. L'1 d'agost de 2002 va signar un alto el foc amb el govern que restà vigent fins al 31 de juliol del 2007.